# Johannes Hessen
Johannes Hessen (Lobberich, barrio de Nettetal, 14 de septiembre de 1889 — Bad Honnef, 2 de septiembre de 1971) fue un filósofo alemán.
Buscó construir una filosofía realista con ayuda de las principales contribuciones del pensamiento contemporáneo, como la fenomenología, el neokantismo y la teoría objetivista de los valores.
Abordó la gnoseología en su libro Teoría del Conocimiento, obra muy difundida en el ámbito hispánico, tras ser traducida por el filósofo José Gaos.
Hessen hablando sobre cuestiones epistemológicas describe el dogmatismo como: “aquella posición epistemológica para la cual no existe todavía el problema de conocimiento. El dogmatismo da por supuestas la posibilidad y la realidad del contacto entre el sujeto y el objeto. Es para él comprensible de suyo que el sujeto, la conciencia cognoscente, aprehende su objeto. Esta posición se sustenta en una confianza en la razón humana, todavía no debilitada por ninguna duda.” Esta teoría descansa, en opinión de este autor, “en una noción deficiente de la esencia del conocimiento” dado que el “dogmático” no ve que el conocimiento represente una relación y, por tanto, libera de cualquier tipo de problemática el contacto sujeto-objeto. No debe confundirse el dogmatismo con el realismo gnoseológico.
En filosofía, el principio de causalidad, formulado por Hessen, consiste en la aplicación de la ley lógica de los primeros principios a la realidad, y más específicamente, a los acontecimientos en el mundo. Sin embargo, la ley de los primeros principios es sólo una formulación del hecho de que el pensamiento está sujeto a las leyes. El principio de causalidad enuncia que la estructura del ser se corresponde a la característica del pensamiento. La necesidad de pensar al mismo tiempo debe ser una necesidad del ser, pensar y ser deben ser coincidentes. Esto simplemente significa que el mundo debe ser comprensible.